# إسحاق بورتيو
إسحاق بورتيو (بالإسبانية: Isaac Portillo) هو لاعب كرة قدم سلفادوري في مركز الوسط، ولد في 8 نوفمبر 1994 في أبوبا، السلفادور ‏ في السلفادور.

## وصلات خارجية
- إسحاق بورتيو على موقع قاعدة بيانات كرة القدم.إي يو (الإنجليزية)
- إسحاق بورتيو على موقع ناشيونال فوتبول تيمز (الإنجليزية)
- إسحاق بورتيو على موقع Soccerway.com (الإنجليزية)
- إسحاق بورتيو على موقع عالم كرة القدم.نت (الإنجليزية)